# 네무로 지청

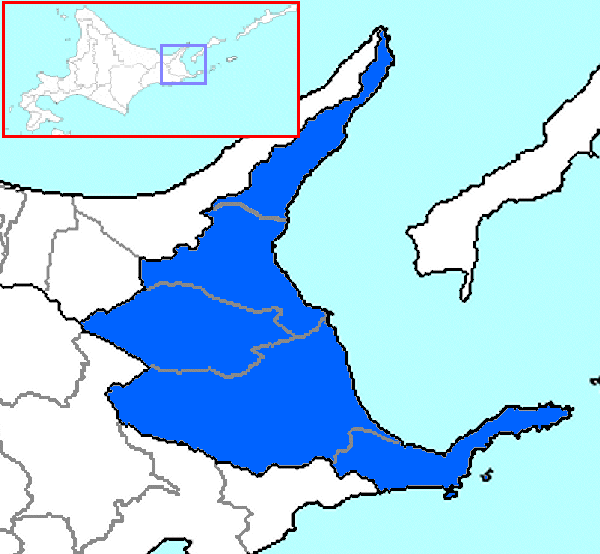
네무로 진흥국 위치

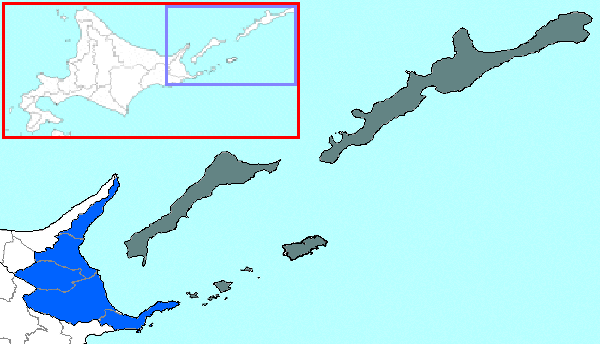
일본이 주장하는 네무로 진흥국 영역

네무로 지청(일본어: 根室支庁)은 예전에 존재했던 홋카이도의 지청이다. 지청명은 네무로국에서 유래했고 지청 소재지는 네무로시이다. 2010년 4월 1일, 네무로 진흥국으로 개편되었다. 면적은 3,406.23km2(북방영토 포함: 8,534.22km2)이고, 인구는 2009년 3월 기준으로 84,035명이다.
진흥국 소재지는 홋카이도 청의 본청사의 별관이다. 관내 남부에 시코쓰토야 국립공원, 북부에 쇼칸베쓰테우리야기시리 국립공원이 있다.

## 역사
- 1897년 11월 5일 - 지청 제도가 도입되어 네무로 지청이 성립했다.
- 1900년 7월 1일 - 관내 최초의 정인 네무로 정이 성립하였다.
- 1903년 12월 - 사나 지청을 편입 합병했다.
- 1923년 4월 1일 - 정촌제 시행으로 지청내에 9촌이 성립하였다.
- 1957년 8월 1일 - 지청내 최초의 시인, 네무로 시가 성립하였다.
- 2010년 4월 1일 - 네무로 지청을 폐지하고, 네무로 진흥국을 설치했다.

## 지리
홋카이도의 최동단에 위치하고 쿠나시르 해협, 태평양에 접한다. 북부는 시레토코반도, 남부는 네무로반도가 동쪽을 향해 돌출해있다. 북부는 시레토코 연봉이 시레토코반도를 향해 동서로 뻗어 있고, 오호츠크 종합진흥국(구 아바시리 지청)과의 경계를 이룬다. 중부는 곤센 대지로 불리는 구릉이 펼쳐지고, 대규모 낙농 지대를 이룬다. 남부는 평탄한 지형이다.

### 인접한 지청

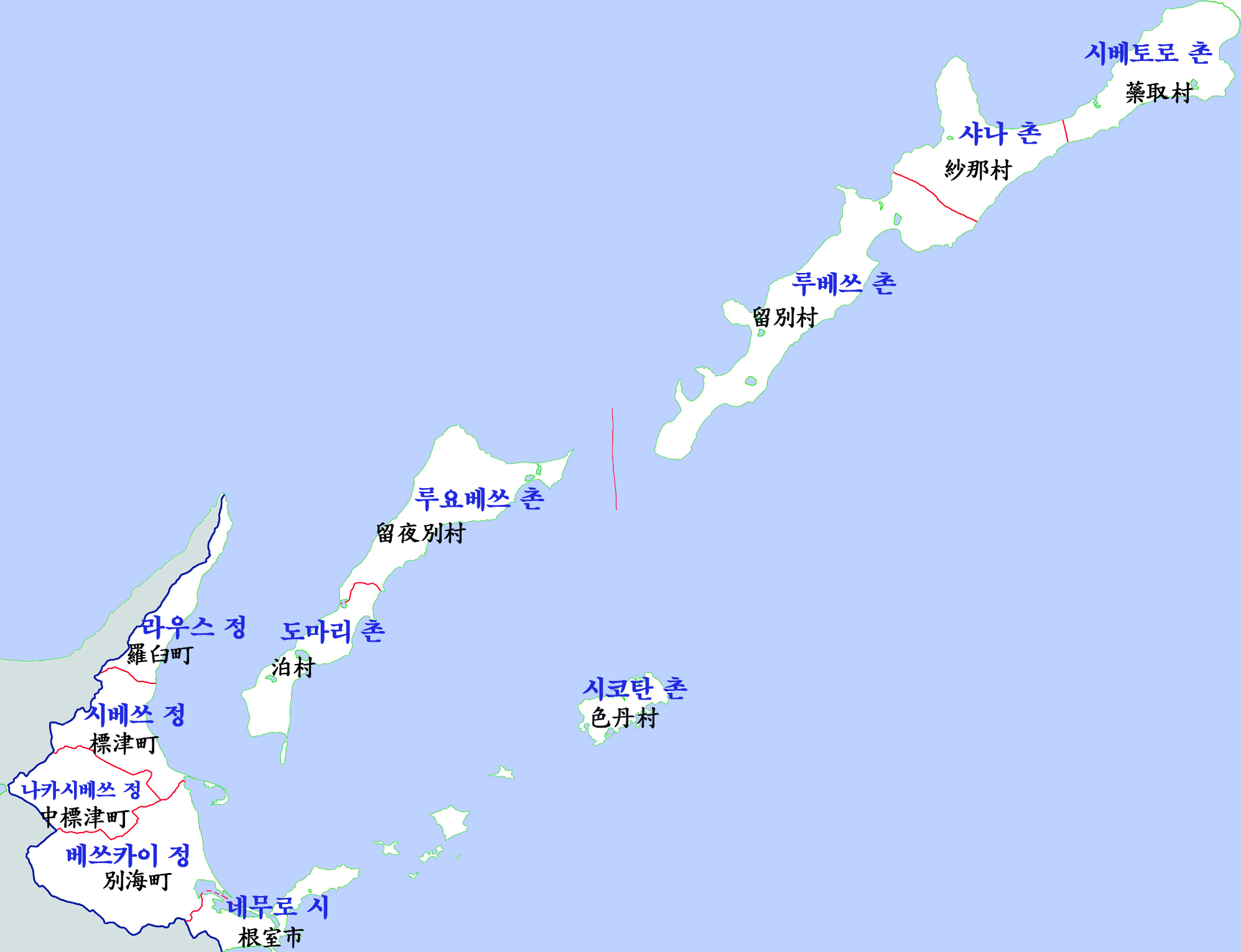
네무로 진흥국 행정구역

- 구시로 지청
- 아바시리 지청

## 지역
네무로국
- 네무로시
- 노쓰케군: 베쓰카이정
- 시베쓰군: 나카시베쓰정, 시베쓰정
- 메나시군: 라우스정

지시마국: 이 지역은 러시아가 실효 지배하고 있으며 일본 측 영유권은 국제적으로 인정받지 못하고 있다. 전부 사할린주에 속한다.
- 구나시리군(유즈노쿠릴스키군): 도마리촌(골로브니노), 루요베쓰촌(오트라다)
- 에토로후군(고르나에): 루베쓰촌
- 샤나군(쿠릴스키군): 샤나촌(쿠릴스크)
- 시베토로군(레이다바): 시베토로촌
- 시코탄군(말로쿠릴스코예): 시코탄촌